# Teresa Trull
Teresa Trull (Durham (North Carolina), 20 juni 1954) is een Amerikaanse muzikante (zang, gitaar, piano), songwriter en platenproducent. Ze wordt erkend als een pionier in de muziek van vrouwen, met haar debuutalbum The Ways a Woman Can Be, dat werd uitgebracht bij Olivia Records in 1977. Ze heeft twee albums opgenomen met Barbara Higbie en één met Cris Williamson. Ze toerde en nam op met Bonnie Hayes, David Sanborn, Andy Narell, Darol Anger, Mike Marshall, Alex DeGrassi, Joan Baez, Linda Tillery, Cris Williamson, Holly Near en Tracy Nelson. Ze heeft over de hele wereld opgetreden, van Puerto Rico tot Egypte en van Costa Rica tot Griekenland. Trull werkte ook als songwriter, onder andere met The Whispers. Ze werd tweemaal genomineerd voor beste producent van een onafhankelijk album door de New York Music Awards.

## Biografie

### Vroege leven
Trull is deeltijds opgegroeid op een kippenboerderij en deeltijds in Durham, North Carolina. Haar ouders hadden het altijd financieel moeilijk, haar vader woonde in een trailer op de hoek van twee snelwegen. Trull noemt de familie van haar vader hillbillies. Haar vader verliet de bergen van Tennessee pas op 25-jarige leeftijd. Ze bracht in haar jeugd veel tijd alleen door met spelen in het bos, waarbij ze zich bijvoorbeeld voorstelde als een Ierse strijdkoningin in vol ornaat, dat later in haar leven het onderwerp werd van een lied. Ze ontwikkelde een liefde voor paarden en andere dieren, ze reed al op driejarige leeftijd op rijpaarden.
Trull zong als kind in kerken, wat haar eerste kennismaking met muziek was. Later in haar leven waagde ze zich aan folk- en rockmuziek, maar als tiener was haar passie het zingen van gospelmuziek in de kerk. Trull verliet het huis op 16-jarige leeftijd, nadat haar moeder was overleden. Tijdens de middelbare school speelde ze gitaar in een band. Op een talentenjacht op school verving Trull een zieke bandmaat als zangeres, op een dag dat er een rockband aanwezig was. Kort daarna ging Trull naar de Duke University met een volledige beurs om scheikunde te studeren en ze wilde onderzoeker worden. Ze raakte al snel gedesillusioneerd door wat ze zag in onderzoekslaboratoria, dus vier weken na haar eerste jaar aan de universiteit, toen leden van Ed's Bush Band haar vroegen met hen op tournee te gaan, greep ze de kans aan om de kost te verdienen met zingen. Ze speelde begin jaren 1970 in rock-'n-roll-bands aan de oostkust en de zuidelijke Verenigde Staten. Op 19-jarige leeftijd verhuisde Trull naar New York.

### Olivia Records
Terwijl ze in New York woonde, stuurden enkele vrienden van Trull een band met haar muziek naar Olivia Records, dat zich toen in Los Angeles bevond. Olivia was een jonge platenmaatschappij voor vrouwen, die zich toelegde op het opnemen van muziek door vrouwen, voor vrouwen en over vrouwen. Het Olivia-collectief was geïnteresseerd in het opnemen van Trull, maar had andere projecten in de maak. Ze moedigden Trull aan om naar Los Angeles te verhuizen en gaven haar een baan op de verpakkings- en verzendafdeling van het bedrijf, totdat haar opname kon plaatsvinden. Daarna werd ze genoemd als een van de nieuwe uitvoerende stafleden van de organisatie. Trulls eerste album met Olivia was het in 1977 uitgebrachte The Ways A Woman Can Be. Het was Olivia's vijfde lp-publicatie en er werden ook twee singles uitgebracht. De stijl van het album is voornamelijk folkrock met r&b-, gospel- en country-invloeden en bevat verschillende nummers met openlijke lesbische en/of feministische teksten, zoals Woman-Loving Women en Don't Say Sister (Before You Mean It). Zes van de acht nummers van het album zijn gecomponeerd door Trull, de meeste geschreven toen ze tussen de 16 en 20 jaar oud was.
Eveneens in 1977 bracht Olivia het verzamelalbum Lesbian Concentrate uit als reactie op de anti-homo kruistocht van Anita Bryant. Op de lp stonden de twee Trull-uitvoeringen Prove It On Me Blues (gecomponeerd door Gertrude 'Ma' Rainey) en Woman-Loving Women (gecomponeerd door Trull). Olivia bracht in 1980 de tweede lp Let It Be Known uit. Dit album bevat ook openlijk lesbische en feministische teksten (There's A Light en Every Woman), maar de muziekstijlen zijn funk, jazz en pop. Gastmuzikanten waren enkele bekende artiesten uit de muziekgemeenschap voor vrouwen, zoals Julie Homi, Linda Tillery, Ellen Seeling en Jean Fineberg van de band Deuce, evenals reguliere artiesten zoals Sheila E. op drums en percussie.
De lp veroorzaakte enige controverse binnen de lesbisch-feministische gemeenschap, omdat twee van de nummers mede waren geschreven door Trull en een man, Ray Obiedo. Voorafgaand aan deze lp waren alle Olivia-opnamen volledig alleen voor vrouwen, inclusief artiesten, componisten en technici. De cover van de lp werd door sommigen bekritiseerd, omdat Trull make-up droeg op de foto en er waren beschuldigingen dat Olivia opzettelijk seksueel georiënteerde subliminale boodschappen op de cover van de lp plaatste. De kritiek op Let It Be Known vanuit de lesbische gemeenschap heeft bijgedragen aan het aftreden van de Olivia-medewerker, die de grafisch ontwerper van de cover was. De opname werd door sommigen ook bekritiseerd omdat ze te commercieel was qua geluid, en één recensent ging zelfs zo ver om het een saaie verzameling van elk gelikt discocliché te noemen. Maar Let It Be Known werd ook vermeld voor het uitbreiden van Olivia's publiek. Het ontving positieve recensies in een aantal grote kranten, waaronder de Boston Globe, die het omschreef als verrukkelijk en een vrolijke lp, die die afgezaagde thema's van liefde en zusterschap benadert met een nieuwe onderbouwing van gospel, funk en jazz.
Jaren later dacht Trull na over de lessen die ze leerde door te werken aan Let It Be Known. De bedoeling van de lp was om het met alle vrouwen te produceren, maar om het technisch haalbaarder te maken dan eerdere Olivia-opnamen. Ze beschreef de opname als een totale financiële bom en een grote nachtmerrie, vanwege de wens om vrouwelijke muzikanten te gebruiken die misschien niet de studio-ervaring hebben om de producent op een efficiënte manier te geven wat ze willen, wat de kosten van het opnameproces verhoogde. Hoewel Trull Let It Be Known niet produceerde, herinnerde ze zich de ervaringen later in haar carrière, toen ze verantwoordelijk was voor de financiën van andere opnamen.
Eind jaren 1970 en begin jaren 1980 toerde Trull regelmatig met jazzpianiste Julie Homi. Trull verliet het Olivia-collectief rond 1981, daarbij verwijzend naar een verschil in filosofie. Ze was een beginnende producent en wilde dat Olivia's opnamen van hoog technisch niveau zouden zijn en ze was bereid met mannen te werken. Olivia-president Judy Dlugacz wilde destijds afhankelijk blijven van de markten die het bedrijf altijd had gebruikt en separatistisch blijven. Hoewel ze haar administratieve functie bij Olivia opzegde, bleef Trull opnemen met het dochterlabel Second Wave Records van het bedrijf.

### Redwood Records
In 1986 bracht Trull de cd A Step Away uit bij Redwood Records. Trull schreef of co-schreef zes van de negen nummers en produceerde ook de opname. Het album was opzettelijk meer popgericht dan haar eerdere opnamen, in een poging een breder publiek aan te spreken dan de traditionele muziekgemeenschap voor vrouwen. Het werd opgenomen in de Ocean Way Studios in Los Angeles met de zangeressen Bonnie Hayes en Vicki Randle. Hayes schreef of co-schreef ook twee van de nummers, waaronder Rosalie, die oorspronkelijk door Huey Lewis zou worden opgenomen. Lewis wees het nummer af en daarom besloot Trull het op haar album te gebruiken en het is een van Trull's kenmerkende liedjes geworden. Veteraan platenproducent Stewart Levine noemde A Step Away een van de beste productie-inspanningen die hij ooit had gehoord vanwege het beperkte budget. Van de cd waren de eerste 10.000 exemplaren binnen een maand uitverkocht en het vakblad Cash Box van de platenindustrie nam in november 1986 A Step Away op als een 'aanbevolen keuze'. Dit was het laatste soloalbum van Trull. Haar volgende cd's waren gezamenlijke inspanningen met Barbara Higbie en Cris Williamson.
In 1987 toerde Trull als achtergrondzangeres met The Bonnie Hayes Band als voorprogramma van Huey Lewis & the News op een nationale tournee met een publiek van stadionformaat. Trull beschreef de ervaring als een echte eye-opener. 'Wat ik zag was een levensstijl waar ik geen deel van uit wilde maken. Je wordt een verkoopbaar product. Je neemt beslissingen op basis van zaken en niet op muziek'.

### Samenwerking met Barbara Higbie
Teresa Trull ontmoette Barbara Higbie tijdens een rodeo in Reno (Nevada) in juli 1982. Ze stonden samen op dezelfde affiche en Trull bewonderde Higbie's vioolspel en muzikaliteit. In augustus speelden de twee muzikanten samen op een feestje en kregen ze na hun eerste nummer een staande ovatie, dus besloten ze te kijken waar de samenwerking hen zou brengen. Hun muziekstijlen waren heel verschillend, met Higbie die voornamelijk in new age en jazzgenres speelde en Trull de nadruk legde op door gospel en r&b beïnvloede geluiden. Het eerste album Unexpected samen van Trull en Higbie werd in 1983 uitgebracht bij Olivia's dochterlabel Second Wave. Trull trad ook op als producent van deze opname, met een budget van ongeveer $10.000. Trull en Higbie toerden door de Verenigde Staten ter ondersteuning van dit album en een nummer van Unexpected (Tell The Truth) werd door een Amerikaanse astronaut naar de ruimte gebracht. Van dit album schreef een verslaggever van de Boston Globe: 'het is een wild en soms heerlijk ongelijksoortige verzameling van voornamelijk originele deuntjes die voornamelijk spreken over dames, liefde en loslaten'. Het werd ook opgenomen in de Guide to Best Albums of 1983 van de Boston Globe.
Trull en Higbie verbraken hun muzikale en persoonlijke relatie halverwege de jaren 1980 en volgden beiden een solocarrière. Ze herenigden zich opnieuw voor een optreden op het Michigan Women's Music Festival 1991 en kregen een staande ovatie van de 10.000 aanwezige vrouwen, wat het paar inspireerde om opnieuw te toeren vanaf 1992. Ze brachten samen het tweede album Playtime uit in 1997 bij het Slowbaby-label en begonnen aan een tournee door 40 steden ter ondersteuning van die opname. Net als hun vorige album werd Playtime geproduceerd door Trull, met hulp van Higbie. Trull en Higbie blijven af en toe samen optreden, ook op cruises met Olivia Travel.

### Samenwerking met Cris Williamson
In 1988 produceerde Trull een album voor Hunter Davis en ze huurde vrouwenmuziekicoon Cris Williamson in om een duet te zingen met Davis, om te helpen met de marketing van de lp. Hoewel ze al tien jaar goede vrienden waren, was dat de eerste keer dat Williamson met Trull werkte in de rol van producent. Nadat Davis' album Torn was voltooid, benaderde Williamson Trull om samen een countryalbum te maken. Beide vrouwen hadden hun jeugd doorgebracht in landelijke, agrarische gebieden met een voorliefde voor countrymuziek. Het resultaat was het album Country Blessed, dat in 1989 werd uitgebracht bij Olivia's Second Wave-label. Ze schreven veel van de teksten samen, deelden de hoofdzang en speelden twee duetten. Het album bevatte ook veel muzikale gasten, waaronder Mike Marshall, Darol Anger, Barbara Higbie, Vicki Randle, John Bucchino en Laurie Lewis. Country Blessed kreeg positieve recensies in zowel de reguliere als de alternatieve pers. The Washington Post review omschreef het album als een pittige set van prachtig vormgegeven pop met country-invloeden.

### Carrière als producent
Naast een carrière als muzikant heeft Trull meer dan 30 albums voor zichzelf en andere artiesten geproduceerd, waaronder Cris Williamson, Deidre McCalla, Romanovsky en Phillips, Barbara Higbie, Hunter Davis en The Washington Sisters. Higbie zei dat ze vindt 'dat Trull een uitstekende producent is geworden. Ik heb genoeg sessies gespeeld die ze heeft geproduceerd dat ik er zeker van ben dat ze het geluid kan krijgen waarnaar ik op zoek ben'. Higbie zei dat in de rol van producent, Trull is verantwoordelijk voor de mechanica om iedereen daar te krijgen, de manier waarop ze samenwerken, de intonatie en de timing, de instrumentatie, alles overzien, ervoor zorgen dat mijn visie werkelijkheid wordt. Voor haar productiewerk aan het album Don't Doubt It van Deidre McCalla werd Trull genomineerd voor de 1985 New York Music Awards Best Producer of an Independent Album. Ze werd opnieuw genomineerd voor dezelfde prijs in 1989. Trull werd ook beschreven door de San Francisco Bay Guardian als waarschijnlijk de beste alternatieve platenproducent in de Bay Area.

### Carrière als songwriter
Teresa Trull begon als tiener liedjes te schrijven en beschreef zichzelf in die tijd als een volledig autodidactische singer/songwriter uit het land. Haar eerste album bevatte zes van haar composities. Op haar tweede album werden twee van de nummers mede geschreven door Trull en Ray Obiedo, die destijds naast Trull in East Oakland, Californië woonden. Trull had Obiedo gevraagd een liedje met haar te schrijven voor haar aanstaande lp en hij stemde toe. Dit was het begin van een songwriting-partnerschap tussen Trull en Obiedo dat 5 jaar duurde (1980-1985) en resulteerde in ongeveer 50 nummers, die samen met Obiedo waren geschreven. De commercieel meest succesvolle nummers van dit paar werden in 1983 opgenomen door The Whispers op hun gouden album Love for Love: het titelnummer en Try It Again. De composities van Trull zijn ook opgenomen door George Benson en Casiopea. Naast solo songwriting vermeldingen op al haar albums, heeft Trull ook nummers geschreven met Gary Marks, Paul Davis, S. Burns, Julie Homi, Mary Watkins en Cris Williamson.

### Niet-muzikale carrière
Nadat de tournee met Hayes en Lewis in 1987 eindigde, raakte Trull gedesillusioneerd over de muziekbusiness. Ze nam een onderbreking van optreden, maar concentreerde zich in plaats daarvan op het produceren van muziek en het trainen van paarden. Trull heeft altijd een voorliefde gehad voor dieren, vooral paarden. Rond deze tijd gaf de manager van een Arabische paardenboerderij in Los Angeles Trull een paard als cadeau in ruil voor het feit dat Trull haar kind met leerproblemen had leren zingen. Trull ging op zoek naar een plek om het paard te houden in de San Francisco Bay Area, waar ze woonde. De laatste site die Trull bezocht was een kleine fokkerij en ze raakte bevriend met de eigenaar. Na in de leer te zijn geweest bij het trainen van paarden terwijl ze ook haar muziekcarrière nastreefde, werd Trull uiteindelijk de fulltime ranchmanager en paardentrainer.
Trull is ook een ervaren dressuuramazone. In 1996 vormden zij en Creeky Routson het gezelschap "Wild Ride", dat gespecialiseerd was in choreografie voor freestyle dressuurwedstrijden, waarbij paardendressuur op hoog niveau op muziek werd uitgevoerd. Jaren later werden Trull en Routson benaderd door Kate van Orden, een musicoloog aan de Universiteit van Californië - Berkeley, om de rol van choreograaf op zich te nemen voor de reconstructie van van Orden van het 17e-eeuwse hippische extravaganza, dat bekend staat als Le Carrousel du Roi, oorspronkelijk gemaakt ter ere van het huwelijk van koning Lodewijk XIII van Frankrijk. De eerste productie van dit gereconstrueerde paardensportballet werd op 9 en 10 juni 2000 gepresenteerd in de stad Walnut Creek (Californië) in het Heather Farm Park in Californië. Negentien dansende paarden werden gedeeld door vijftien ruiters in extravagante kostuums, vergezeld van Robert Ballards 1612-muziek op historische instrumenten. Na het succes van het evenement in 2000 werd het in juni 2012 opnieuw gepresenteerd, met nieuwe elementen en verfijningen.
In de zomer van 2011 verhuisde Trull van de Bay Area naar Nieuw-Zeeland. Zij en de in Nieuw-Zeeland geboren Michaela Evans startten het bedrijf New Zealand Horse Help, dat gespecialiseerd is in een reeks diensten, waaronder het oplossen van gedragsproblemen, het starten en trainen van jonge paarden en geavanceerde vaardigheden. In november 2012 werden Trull en Evans uitgenodigd om deel te nemen aan de Equidays van Nieuw-Zeeland om hun trainingstechnieken te demonstreren om de relatie tussen paard en ruiter te verbeteren en met name hun gespecialiseerde methoden om contact te maken met een ongebroken paard. Trull en de Nieuw-Zeelandse entertainer Jools Topp traden ook muzikaal op tijdens het tweedaagse evenement in het Mystery Creek Events Center.

## Privéleven
Trull is openlijk lesbisch. Ze was romantisch verbonden met Barbara Higbie, hoewel die relatie halverwege de jaren 1980 eindigde en Higbie sindsdien met een man is getrouwd. Trull was lid van de faculteit en de raad van adviseurs van het Institute for the Musical Arts (IMA), een onderwijs-, uitvoerende en opnamefaciliteit zonder winstoogmerk, mede opgericht door June Millington, met als missie vrouwen in muziek te ondersteunen en muziekgerelateerde bedrijven. Trull en Linda Tillery waren gastdocenten bij een San Francisco State University-les over vrouwenmuziek, gegeven door Angela Davis. Naast paarden houdt Trull van vogels en andere dieren. Ze heeft Engelse parkieten gefokt en getoond. In 1989 zei ze dat ze 35 vogels bezat, waaronder een papegaai. In een interview uit 2004 zei Trull dat ze twee paarden, twee honden, twee vogels, twee huiskatten, een schuurkat, twaalf cavia's en vier geiten bezat.
Voordat vrienden een tape van een vroege Trull-uitvoering naar Olivia Records stuurden, werkte ze als dumptruckchauffeur. Trull heeft zichzelf omschreven als een totale sportjunkie. Ze werd uitgenodigd om het volkslied te zingen tijdens een basketbalwedstrijd van de Golden State Warriors op 4 december 1988. De wedstrijd was uitverkocht, met zestienduizend mensen in de arena . Ze beschreef de avond als een van de meest ongelooflijke muziekervaringen in haar leven en ze kreeg een staande ovatie voor de uitvoering, evenals de mogelijkheid om achter de teambank te zitten. Trull heeft een zwarte band in karate. In 1988 verraste Trulls geboorteplaats Durham haar met een 'This Is Your Life'-type gala, waarbij ze een sleutel voor de stad ontving en een speciale burgerprijs van de burgemeester.

## Discografie

### Singles
- 1977: Woman-Loving Women (Olivia, 7", 45 RPM) / B-kant van Gwen Avery's Sugar Mama
- 1983: Unexpected/Tell The Truth (Second Wave,	lp, 7", 45 RPM)

### Studioalbums
- 1977: The Ways a Woman Can Be (Olivia)
- 1980: Let it Be Known (Olivia)
- 1983: Unexpected (met Barbara Higbie) (Second Wave)
- 1986: A Step Away (Redwood)
- 1989: Country Blessed (met Cris Williamson) (Second Wave)
- 1997: Playtime (met Barbara Higbie) (Slowbaby)

### Videosingles
- 2009: Flow

### Diverse artiesten-verzamelalbums
datum=December 2016
| Albumtitel                                                                           | Recordlabel  | Stocknummer | Jaar van uitgave | Songtitel(s)                          |
| ------------------------------------------------------------------------------------ | ------------ | ----------- | ---------------- | ------------------------------------- |
| Lesbian Concentrate                                                                  | Olivia       | LF915       | 1977             | Prove It On Me Blues                  |
| Lesbian Concentrate                                                                  | Olivia       | LF915       | 1977             | Woman-Loving Women                    |
| Great Acoustics                                                                      | Philo        | PH-1101     | 1985             | Muddy Water Blue (met Barbara Higbie) |
| Michigan Live 85                                                                     | August Night | MF 010      | 1986             | On Our Way (met Barbara Higbie)       |
| Michigan Live 85                                                                     | August Night | MF 010      | 1986             | You In My Life                        |
| Certain Damage! volume 22                                                            | CMJ          | CD-022      | 1989             | Keep On (met Cris Williamson)         |
| Claire of the Moon soundtrack                                                        | Demi-Monde   | <onbekend>  | 1992             | Could It Hurt                         |
| NWMF Silver: Celebrating the 25th anniversary of the National Women’s Music Festival | WIA          | WIAR-25     | 1999             | High and Dry (met Barbara Higbie)     |
| NWMF Silver: Celebrating the 25th anniversary of the National Women’s Music Festival | WIA          | WIAR-25     | 1999             | You Upset Me (met Barbara Higbie)     |

### Producent credits
| Albumtitel                   | Album artiest(en)               | Recordlabel              | Stocknummer | Jaar van uitgave            | Opmerkingen                                  |
| ---------------------------- | ------------------------------- | ------------------------ | ----------- | --------------------------- | -------------------------------------------- |
| Unexpected                   | Teresa Trull en Barbara Higbie  | Second Wave              | LP 22001    | 1983                        |                                              |
| Trouble In Paradise          | Romanovsky and Phillips         | Fresh Fruit              | FF 102      | 1985, heruitgegeven in 2009 |                                              |
| Don't Doubt It               | Deidre McCalla                  | Olivia                   | LF939       | 1985                        | geproduceerd en gearrangeerd door Trull      |
| A Step Away                  | Teresa Trull                    | Redwood                  | RRCD 412    | 1986                        |                                              |
| With a Little Luck           | Deidre McCalla                  | Olivia                   | LF953       | 1987                        |                                              |
| Understated                  | The Washington Sisters          | SHSAWA Music             | SHSA221CD   | 1987                        |                                              |
| Torn                         | Hunter Davis                    | Redwood                  | RR8803      | 1988                        |                                              |
| Country Blessed              | Cris Williamson en Teresa Trull | Second Wave              | CD 22013    | 1989                        |                                              |
| Time Turns the Moon          | Tret Fure                       | Second Wave              | CD 22015    | 1990                        |                                              |
| Take Two                     | The Washington Sisters          | SHSAWA Music             | SHSA222CD   | 1991                        |                                              |
| Everyday Heroes and Heroines | Deidre McCalla                  | Olivia                   | ORCD965     | 1992                        |                                              |
| Transformations              | Lucie Blue Tremblay             | Olivia                   | ORCD967     | 1992                        |                                              |
| Hopeful Romantic             | Ron Romanovsky                  | Fresh Fruit              | FF 105      | 1992                        |                                              |
| Playtime                     | Barbara Higbie and Teresa Trull | Slowbaby                 | CD8-2212-2  | 1997                        | met productie-assistentie van Barbara Higbie |
| Ready to Fly                 | Calaveras                       | Fennel & Mustard Records | <onbekend>  | 1998                        |                                              |
| Ashes                        | Cris Williamson                 | Wolf Moon                | 5403        | 2001                        |                                              |
| Playing for Keeps            | Deidre McCalla                  | MaidenRock               | MRK 3050    | 2003                        | mede geproduceerd door Laurie Lewis          |
| Real Deal                    | Cris Williamson                 | Wolf Moon                | WMR65406    | 2005                        |                                              |

### Songwriter credits
| Songtitel                                                                | Album artiest(en)               | Albumtitel                                                                           | Recordlabel                     | Stocknummer  | Jaar van uitgave |
| ------------------------------------------------------------------------ | ------------------------------- | ------------------------------------------------------------------------------------ | ------------------------------- | ------------ | ---------------- |
| Basin Street (mede geschreven met Ray Obiedo)                            | Linda Tillery                   | Secrets                                                                              | 411 Records                     | BLF 736      | 1985             |
| Be Careful (mede geschreven met Ray Obiedo)                              | Teresa Trull                    | Let it Be Known                                                                      | Olivia                          | LF923        | 1980             |
| Carry It On (mede geschreven met Ray Obiedo)                             | Teresa Trull                    | Let it Be Known                                                                      | Olivia                          | LF923        | 1980             |
| A Change (mede geschreven met Barbara Higbie)                            | Teresa Trull and Barbara Higbie | Unexpected                                                                           | Second Wave                     | LP 22001     | 1983             |
| Could It Hurt                                                            | <various artists>               | Claire of the Moon soundtrack                                                        | Demi-Monde                      | <unknown>    | 1992             |
| Count On Me (mede geschreven met Ray Obiedo)                             | Linda Tillery                   | Secrets                                                                              | 411 Records                     | BLF 736      | 1985             |
| Country Blessed (mede geschreven met Paul Davis en Cris Williamson)      | Cris Williamson en Teresa Trull | Country Blessed                                                                      | Second Wave                     | CD 22013     | 1989             |
| Don't Say Sister (Until You Mean It)                                     | Teresa Trull                    | The Ways a Woman Can Be                                                              | Olivia                          | LF 910       | 1977             |
| Fertanga (mede geschreven met Cris Williamson)                           | Cris Williamson en Teresa Trull | Country Blessed                                                                      | Second Wave                     | CD 22013     | 1989             |
| Flow                                                                     | Teresa Trull                    | <video single>                                                                       | n/a                             | n/a          | 2009             |
| Gimme Just a Little Bit More (or a Little Bit Less)                      | Teresa Trull                    | The Ways a Woman Can Be                                                              | Olivia                          | LF 910       | 1977             |
| Grey Day                                                                 | Teresa Trull                    | The Ways a Woman Can Be                                                              | Olivia                          | LF 910       | 1977             |
| Heart On the Line                                                        | Teresa Trull                    | A Step Away                                                                          | Redwood                         | RR412        | 1986             |
| High and Dry (mede geschreven met Barbara Higbie)                        | Teresa Trull en Barbara Higbie  | Unexpected                                                                           | Second Wave                     | LP 22001     | 1983             |
| High and Dry (mede geschreven met Barbara Higbie)                        | <various artists>               | NWMF Silver: Celebrating the 25th anniversary of the National Women's Music Festival | WIA                             | WIAR-25      | 1999             |
| How Lucky (mede geschreven met Ray Obiedo)                               | Teresa Trull                    | A Step Away                                                                          | Redwood                         | RR412        | 1986             |
| I Hope She'll See                                                        | Teresa Trull                    | The Ways a Woman Can Be                                                              | Olivia                          | LF 910       | 1977             |
| Keep On (mede geschreven met Paul Davis)                                 | Cris Williamson en Teresa Trull | Country Blessed                                                                      | Second Wave                     | CD 22013     | 1989             |
| Love For Love (mede geschreven met Ray Obiedo)                           | The Whispers                    | Love For Love                                                                        | The Right Stuff/Capitol Records | 57533        | 1983             |
| Make Believe (mede geschreven met Ray Obiedo)                            | Gwen McCrae                     | On My Way                                                                            | Atlantic Records                | 78-0019-1    | 1982             |
| The Meaning of Love (mede geschreven met Mary Watkins)                   | Teresa Trull                    | Let it Be Known                                                                      | Olivia                          | LF923        | 1980             |
| Musicians (mede geschreven met Julie Homi)                               | Teresa Trull                    | Let it Be Known                                                                      | Olivia                          | LF923        | 1980             |
| No Matter (mede geschreven met Paul Davis)                               | Teresa Trull                    | A Step Away                                                                          | Redwood                         | RR412        | 1986             |
| Now That I've Found You (Helpless) (mede geschreven met Ray Obiedo)      | Zorina                          | Fat Gaines Band Presents Zorina: Born To Dance                                       | Avamar Records                  | Ava1101      | 1983             |
| On Our Way (mede geschreven met Ray Obiedo)                              | Teresa Trull                    | A Step Away                                                                          | Redwood                         | RR412        | 1986             |
| On Our Way (mede geschreven met Ray Obiedo)                              | <various artists>               | Michigan Live ’85                                                                    | August Night                    | MF 010       | 1986             |
| Precious (mede geschreven met Ray Obiedo)                                | Teresa Trull en Barbara Higbie  | Unexpected                                                                           | Second Wave                     | LP 22001     | 1983             |
| Right Back (mede geschreven met Ray Obiedo)                              | Teresa Trull                    | A Step Away                                                                          | Redwood                         | RR412        | 1986             |
| Second Chance                                                            | Teresa Trull                    | The Ways a Woman Can Be                                                              | Olivia                          | LF 910       | 1977             |
| Secrets (mede geschreven met Ray Obiedo)                                 | Linda Tillery                   | Secrets                                                                              | 411 Records                     | BLF 736      | 1985             |
| The Shady Glen                                                           | Cris Williamson en Teresa Trull | Country Blessed                                                                      | Second Wave                     | CD 22013     | 1989             |
| Special Kind of Love (mede geschreven met Ray Obiedo)                    | Linda Tillery                   | Secrets                                                                              | 411 Records                     | BLF 736      | 1985             |
| A Step Away (mede geschreven met Gary Marks)                             | Teresa Trull                    | A Step Away                                                                          | Redwood                         | RR412        | 1986             |
| Sway of Her Hips (mede geschreven met S. Burns)                          | Barbara Higbie en Teresa Trull  | Playtime                                                                             | Slowbaby                        | CD8-2212-2   | 1997             |
| Take A Chance (mede geschreven met David Shields en Nicholas Ten Broeck) | Pastiche                        | That's R & B-Bop                                                                     | Nova Records                    | NOVA 8707-01 | 1987             |
| Tell the Truth                                                           | Teresa Trull en Barbara Higbie  | Unexpected                                                                           | Second Wave                     | LP 22001     | 1983             |
| Try It Again (mede geschreven met Ray Obiedo)                            | The Whispers                    | Love For Love                                                                        | The Right Stuff/Capitol         | 57533        | 1983             |
| Unexpected                                                               | Teresa Trull en Barbara Higbie  | Unexpected                                                                           | Second Wave                     | LP 22001     | 1983             |
| Wings                                                                    | Barbara Higbie en Teresa Trull  | Playtime                                                                             | Slowbaby                        | CD8-2212-2   | 1997             |
| Wings                                                                    | Blackberry Winter               | Still Standing                                                                       | Juneapple Records               | JAPL105      | 2013             |
| With a Little Luck (mede geschreven met Deidre McCalla en Ray Obiedo)    | Deidre McCalla                  | With a Little Luck                                                                   | Olivia                          | LF953        | 1987             |
| Woman-Loving Women                                                       | Teresa Trull                    | The Ways a Woman Can Be                                                              | Olivia                          | LF 910       | 1977             |
| Woman-Loving Women                                                       | <various artists>               | Lesbian Concentrate                                                                  | Olivia                          | LF 915       | 1977             |
| You In My Life                                                           | Teresa Trull                    | Let it Be Known                                                                      | Olivia                          | LF923        | 1980             |
| You In My Life                                                           | <various artists>               | Michigan Live '85                                                                    | August Night                    | MF 010       | 1986             |
| You're My Home                                                           | Teresa Trull                    | Let it Be Known                                                                      | Olivia                          | LF923        | 1980             |

### Gastoptredens
| Albumtitel                   | Artiest(en)                  | Recordlabel                    | Stocknummer | Jaar van uitgave            | Rol                                       |
| ---------------------------- | ---------------------------- | ------------------------------ | ----------- | --------------------------- | ----------------------------------------- |
| Face the Music               | Meg Christian                | Olivia                         | LF913       | 1977                        | achtergrondzang/vocale ondersteuning      |
| Imagine My Surprise          | Holly Near                   | Redwood                        | RR 401      | 1978                        | toegevoegde zang                          |
| Shadows On a Dime            | Ferron                       | Lucy Records/Redwood           | LR004CD     | 1984                        | ondersteunende zang                       |
| Don't Doubt It               | Deidre McCalla               | Olivia                         | LF939       | 1985                        | achtergrondzang                           |
| Trouble In Paradise          | Romanovsky and Phillips      | Fresh Fruit                    | FF 102      | 1985, heruitgegeven in 2009 | achtergrondzang/drummachine programmering |
| Lucie Blue Tremblay          | Lucie Blue Tremblay          | Olivia                         | ORCD947     | 1986                        | achtergrondzang                           |
| Deuce                        | Deuce                        | Redwood                        | RR 8602     | 1986                        | leadzang op de song Love Stings           |
| Harmony                      | Hunter Davis                 | Redwood                        | RR8601      | 1986                        | achtergrondzang                           |
| Bonnie Hayes                 | Bonnie Hayes                 | Chrysalis                      | VK 41609    | 1987                        | achtergrondzang                           |
| With a Little Luck           | Deidre McCalla               | Olivia                         | LF953       | 1987                        | achtergrondzang/leadzang                  |
| Understated                  | The Washington Sisters       | SHSAWA Music                   | SHSA221CD   | 1987                        | ondersteunende zang/handgeklap            |
| Torn                         | Hunter Davis                 | Redwood                        | RR8803      | 1988                        | ondersteunende zang                       |
| Time Turns the Moon          | Tret Fure                    | Second Wave                    | CD 22015    | 1990                        | achtergrondzang                           |
| Take Two                     | The Washington Sisters       | SHSAWA Music                   | SHSA222CD   | 1991                        | ondersteunende zang                       |
| Everyday Heroes and Heroines | Deidre McCalla               | Olivia                         | ORCD965     | 1992                        | ondersteunende zang                       |
| Transformations              | Lucie Blue Tremblay          | Olivia                         | ORCD967     | 1992                        | achtergrondzang                           |
| Love, Kristina               | Kristina Olsen               | Philo                          | CDPH-1157   | 1993                        | achtergrondzang                           |
| Between the Covers           | Cris Williamson en Tret Fure | Wolf Moon/Goldenrod Records    | 65401       | 1996                        | achtergrondzang                           |
| Trackers of Time             | Karen Almquist               | Althia                         | 1004        | 1996                        | achtergrondzang                           |
| Radio Quiet                  | Cris Williamson en Tret Fure | Wolf Moon/Goldenrod Records    | 65402       | 1998                        | achtergrondzang                           |
| Ready to Fly                 | Calaveras                    | Fennel & Mustard Records       | <onbekend>  | 1998                        | achtergrondzang                           |
| Inside Out: The IMA Sessions | Ferron                       | Institute for the Musical Arts | IMA0001     | 1999                        | achtergrondzang                           |
| Ashes                        | Cris Williamson              | Wolf Moon                      | 5403        | 2001                        | achtergrondzang                           |
| Replay                       | Cris Williamson              | Wolf Moon                      | 65404       | 2003                        | achtergrondzang                           |
| Playing for Keeps            | Deidre McCalla               | Maidenrock                     | 3050        | 2003                        | ondersteunende zang                       |
| Real Deal                    | Cris Williamson              | Wolf Moon                      | WMR65406    | 2005                        | achtergrondzang                           |
| Sleep City                   | Vicki Randle                 | Wolf Moon                      | WMR65410    | 2006                        | achtergrondzang                           |
| Fringe                       | Cris Williamson              | Wolf Moon                      | WMR96457    | 2007                        | achtergrondzang                           |
| Alive in Berkeley            | Barbara Higbie               | Slowbaby Music                 | 2220        | 2007                        | zang/gitaar                               |

- International Standard Name Identifier: 0000 0000 3284 5703
- Library of Congress Control Number: n92022785
- MusicBrainz: 20dd3e42-0a33-4434-ac41-200071c12e45
- Virtual International Authority File: 21330685
- WorldCat: E39PBJvt9by7y7RBJfRQwK3RKd